# Rasiersteckdose

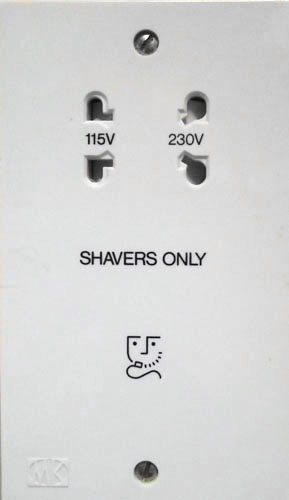
Rasiersteckdosen-Einheit

Eine Rasiersteckdose (Rasiersteckdoseneinheit nach EN 61558-2-5) ist eine vom Niederspannungsnetz galvanisch getrennte Steckdose, um elektrische Rasierapparate, Zahnbürsten und ähnliche Geräte der Klasse II mit geringer Leistung in Feuchträumen anzuschließen.

## Elektrische Eigenschaften
Rasiersteckdoseneinheiten (englisch shaver supply units) nach EN 61558-2-5 besitzen einen Trenntransformator und in der Regel mehrere zweipolige Steckdosen, die unterschiedliche Steckertypen aufnehmen können (Eurostecker, britische BS-4573-Stecker und australische Stecker). Der Trenntransformator besitzt oft auch einen 115-V-Ausgang, so dass auch US-amerikanische Stecker benutzt werden können. Rasiersteckdoseneinheiten müssen strombegrenzt sein. EN 61558-2-5 legt eine Mindestbemessungsleistung von 20 VA und eine Höchstbemessungsleistung von 50 VA fest. EN 61558-2-5 fordert außerdem, dass beide Steckdosen mit dem Symbol Elektrorasiereranschluss (Bild 5225 IEC 60417-1) markiert sind. Zusätzlich werden oft die Worte „shavers only“ (nur für Rasierer) verwendet, diese sind aber nicht vorgeschrieben. Das Aufladen elektrischer Zahnbürsten oder Handys ist ebenfalls möglich, der Betrieb leistungsstarker Geräte wie etwa Haartrockner jedoch nicht.
In Bädern dürfen die Rasiersteckdoseneinheiten in der Verlegezone des Schutzbereichs 2 nach VDE 0100-701 eingesetzt werden.

## Stecker BS 4573

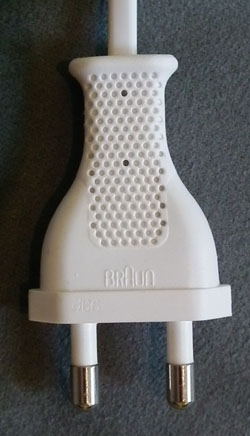
Britischer BS-4573-Stecker

Die Rasiersteckdose ist aus dem BS-4573-Stecker (UK Shaver) hervorgegangen, einem Stecker im Vereinigten Königreich und Irland, ähnlich dem Eurostecker in Kontinentaleuropa, der jedoch kleiner ist als dieser. Seine Stifte haben einen Durchmesser von 0,2 Zoll (5,08 mm) mit einem kleineren Abstand von 0,625 Zoll (15,88 mm) bis 0,656 Zoll (16,66 mm) im Gegensatz zum Eurostecker (Abstand 17,5 bis 18,6 mm).
Der British Standard BS 4573 spezifiziert einen zweipoligen Stecker für den Einsatz an elektrischen Rasierapparaten. Die Durchmesser der Steckkontakte sind die gleichen wie beim im veralteten British Standard BS 372:1930 Teil 1 definierten 5-A-Stecker. Im Gegensatz zum ursprünglichen BS-4573-Stecker sind die Steckhülsen an den Kontakten isoliert. Die Steckdosen für diese Stecker sind ausschließlich für einen Nennstrom von 200 mA ausgelegt.
Da die BS-4573-Steckdose nur für den Einsatz in trockenen Räumen zugelassen ist, konnte sie an den typischen Einsatzorten für Rasierapparate nicht verwendet werden und ist demzufolge heute nur noch sehr selten im Einsatz. Durchgesetzt haben sich mit Trenntransformator betriebene und auch in Feuchträumen verwendbare Steckdosen. Um die Verwendung sowohl von britischen BS-4573-Steckern als auch von Eurosteckern zu gewährleisten, wurden Rasiersteckdoseneinheiten entwickelt, deren Eigenschaften in EN 61558-2-5 festgelegt sind.

Sinnbild nach IEC 60417 zur Kennzeichnung von Rasiersteckdosen